# Bruguiera
Genre
Classification phylogénétique
Bruguiera est un genre de plantes à fleurs de la famille des Rhizophoraceae. Ce sont des palétuviers possédant des racines échasses. On rencontre les espèces dans la région de l'océan Indien et du Pacifique ouest, et dans l'Est de l'Afrique et à Madagascar, sur les côtes de l'Inde, au Sri Lanka, dans l'Asie du Sud-Est, et du Nord de l'Australie à la Mélanésie et la Polynésie. Le genre a été nommé en l'honneur du biologiste français Jean Guillaume Bruguière (1750–1798).
Le palétuvier Bruguiera pousse à l'intérieur de la mangrove de l'Asie du Sud-Est près de la terre ferme, derrière les premiers arbustes et arbres colonisateurs du genre Sonneratia et les palétuviers noirs du genre Avicennia qui poussent près de la mer, au niveau des basses eaux ; et aussi derrière les palétuviers rouges du genre Rhizophora. Ses racines ne sont que rarement voire jamais submergées par la marée haute.

## Liste des espèces
- Bruguiera cylindrica (L.) Blume
- Bruguiera exaristata Ding Hou
- Bruguiera gymnorrhiza (L.) Lamk.
- Bruguiera hainesii C. G. Rogers
- Bruguiera parviflora (Roxb.) Wight & Arn. Ex Griff.
- Bruguiera sexangula (Lour.) Poir.